# Tatranská Lomnica zastávka
Tatranská Lomnica zastávka – przystanek kolejowy znajdujący się w miejscowości Tatrzańska Łomnica, w kraju preszowskim na linii kolejowej nr 185 na Słowacji.